# Гунибский округ
Гунибский округ — административная единица в составе Дагестанской области и Дагестанской АССР, существовавшая в 1860—1928 годах. Центр — село Гуниб.

## История
Гунибский округ в составе Дагестанской области был образован в 1860 году из аварских обществ, присоединённых к России годом ранее. В 1921 году он вошёл в состав Дагестанской АССР.
В ноябре 1928 года в Дагестанской АССР было введено кантонное деление и все округа были упразднены.

## Население
По данным переписи 1897 года в округе проживало 55,9 тыс. чел. В том числе аварцы — 93,4 %; лакцы— 3,8 %; даргинцы — 1,4 %. В селе Гуниб проживало 685 чел.

## Административное деление
Округ делился на наибства, которые в 1899 году были преобразованы в участки. Участки подразделялись на общества.
В 1895 году в уезде было 6 наибств: Андаляльское (центр — с. Согратль), Анцухо-Капучинское (центр — с. Калаки), Богнадельское (центр — с. Тлярата), Куядинское (центр — с. Корода), Тилитль-Гидатлинское (центр — с. Урода), Тлейсерухское (центр — с. Ириб).
К 1926 году округ делился на 7 участков: Андоляльский (центр — укрепление Гуниб), Анцухо-Капучихинский (центр — с. Чодо-Коло), Бухвадальский (центр — с. Тлярата), Карахский (центр — с. Тлях), Куядинский (центр — с. Дорода), Телитль-Гидатлинский (центр — с. Телитль), Тлейсерухский (центр — с. Ириб).
В декабре 1926 года южная часть округа была выделена в отдельный Тляратинский район.